# Coppa del Mondo di salto con gli sci 1992
La Coppa del Mondo di salto con gli sci 1992, tredicesima edizione della manifestazione organizzata dalla Federazione Internazionale Sci, ebbe inizio il 1º dicembre 1991 a Thunder Bay, in Canada, e si concluse il 29 marzo 1992 a Planica, in Slovenia. Furono disputate 21 delle 22 gare individuali previste, tutte maschili, in 16 differenti località: 6 su trampolino normale, 12 su trampolino lungo e 3 su trampolino per il volo.
Per la prima volta furono inserite nel calendario di Coppa gare a squadre (2) valide ai fini della classifica per nazioni, dopo la prova sperimentale effettuata due stagioni prima, il 3 marzo 1990 a Lahti. Nel corso della stagione si tennero a Harrachov i Campionati mondiali di volo con gli sci 1992, le cui singole prove furono ritenute valide anche ai fini della Coppa del Mondo, e ad Albertville i XVI Giochi olimpici invernali, non validi ai fini della Coppa, il cui calendario contemplò dunque un'interruzione nel mese di febbraio.
Il finlandese Toni Nieminen si aggiudicò sia la coppa di cristallo, il trofeo assegnato al vincitore della classifica generale, sia il Torneo dei quattro trampolini, le cui prove furono ritenute valide anche ai fini della classifica di Coppa; l'austriaco Werner Rathmayr vinse la Coppa di volo. Andreas Felder era il detentore uscente della Coppa generale, Jens Weißflog del Torneo.

## Risultati
| Data                                         | Località               | Nazione        | Trampolino                | Spec. | Primo                                                                 | Secondo                                                                | Terzo                                                                    |
| -------------------------------------------- | ---------------------- | -------------- | ------------------------- | ----- | --------------------------------------------------------------------- | ---------------------------------------------------------------------- | ------------------------------------------------------------------------ |
| 1º dicembre 1991                             | Thunder Bay            | Canada         | Big Thunder K90           | NH    | Toni Nieminen                                                         | Ari-Pekka Nikkola                                                      | Stefan Horngacher                                                        |
| 2 dicembre 1991                              | Thunder Bay            | Canada         | Big Thunder K120          | LH    | Ernst Vettori                                                         | Mike Holland                                                           | Stefan Zünd                                                              |
| 14 dicembre 1991                             | Sapporo                | Giappone       | Miyanomori K90            | NH    | Werner Rathmayr                                                       | Staffan Tällberg                                                       | František Jež                                                            |
| 15 dicembre 1991                             | Sapporo                | Giappone       | Ōkurayama K115            | LH    | Werner Rathmayr                                                       | Stefan Zünd                                                            | Werner Haim                                                              |
| Torneo dei quattro trampolini                |                        |                |                           |       |                                                                       |                                                                        |                                                                          |
| 29 dicembre 1991                             | Oberstdorf             | Germania       | Schattenberg K115         | LH    | Toni Nieminen                                                         | Werner Rathmayr                                                        | Stefan Zünd                                                              |
| 1º gennaio 1992                              | Garmisch-Partenkirchen | Germania       | Große Olympiaschanze K107 | LH    | Andreas Felder                                                        | Toni Nieminen                                                          | Stefan Zünd                                                              |
| 4 gennaio 1992                               | Innsbruck              | Austria        | Bergisel K109             | LH    | Toni Nieminen                                                         | Andreas Goldberger                                                     | Andreas Felder                                                           |
| 6 gennaio 1992                               | Bischofshofen          | Austria        | Paul Ausserleitner K120   | LH    | Toni Nieminen                                                         | Martin Höllwarth                                                       | Franci Petek                                                             |
| 10 gennaio 1992                              | Val di Fiemme          | Italia         | Giuseppe Dal Ben K90      | NH    | Martin Höllwarth                                                      | Mikael Martinsson                                                      | Staffan Tällberg                                                         |
| 12 gennaio 1992                              | Val di Fiemme          | Italia         | Giuseppe Dal Ben K120     | TL    | Austria Werner Rathmayr Andreas Felder Ernst Vettori Martin Höllwarth | Finlandia Ari-Pekka Nikkola Vesa Hakala Toni Nieminen Raimo Ylipulli   | Svizzera Martin Trunz Sylvain Freiholz Yvan Vouillamoz Stefan Zünd       |
| 17 gennaio 1992                              | Sankt Moritz           | Svizzera       | Olympiaschanze K95        | NH    | Andreas Felder                                                        | Werner Rathmayr                                                        | Martin Höllwarth                                                         |
| 19 gennaio 1992                              | Engelberg              | Svizzera       | Gross-Titlis-Schanze K120 | LH    | Andreas Felder                                                        | Stefan Zünd                                                            | Werner Rathmayr                                                          |
| 25 gennaio 1992                              | Oberstdorf             | Germania       | Heini Klopfer K182        | FH    | Werner Rathmayr                                                       | Andreas Felder                                                         | Mikael Martinsson                                                        |
| 26 gennaio 1992                              | Oberstdorf             | Germania       | Heini Klopfer K182        | FH    | Werner Rathmayr                                                       | Andreas Felder                                                         | Andreas Goldberger                                                       |
| 29 febbraio 1992                             | Lahti                  | Finlandia      | Salpausselkä K90          | NH    | Toni Nieminen                                                         | Ernst Vettori                                                          | Noriaki Kasai                                                            |
| 1º marzo 1992                                | Lahti                  | Finlandia      | Salpausselkä K114         | LH    | Toni Nieminen                                                         | Heinz Kuttin                                                           | Andreas Felder                                                           |
| 4 marzo 1992                                 | Örnsköldsvik           | Svezia         | Paradiskullen K90         | NH    | Ernst Vettori                                                         | Noriaki Kasai                                                          | Mikael Martinsson                                                        |
| 8 marzo 1992                                 | Trondheim              | Norvegia       | Granåsen K120             | LH    | Heinz Kuttin                                                          | Ernst Vettori                                                          | Toni Nieminen                                                            |
| 11 marzo 1992                                | Trondheim              | Norvegia       | Granåsen K120             | LH    | Toni Nieminen                                                         | Ernst Vettori                                                          | Ari-Pekka Nikkola                                                        |
| 15 marzo 1992                                | Oslo                   | Norvegia       | Holmenkollen K110         | LH    | Toni Nieminen                                                         | Jiří Parma                                                             | Martin Höllwarth                                                         |
| Campionati mondiali di volo con gli sci 1992 |                        |                |                           |       |                                                                       |                                                                        |                                                                          |
| 21 marzo 1992                                | Harrachov              | Cecoslovacchia | Čerťák K180               | FH    | Noriaki Kasai                                                         | Andreas Goldberger                                                     | Roberto Cecon                                                            |
| 22 marzo 1992                                | Harrachov              | Cecoslovacchia | Čerťák K180               | FH    | annullata                                                             | annullata                                                              | annullata                                                                |
| 28 marzo 1992                                | Planica                | Slovenia       | Bloudkova velikanka K120  | TL    | Austria Andreas Felder Martin Höllwarth Werner Rathmayr Heinz Kuttin  | Germania Christof Duffner Andreas Scherer Ralph Gebstedt Jens Weißflog | Finlandia Ari-Pekka Nikkola Toni Nieminen Raimo Ylipulli Risto Laakkonen |
| 29 marzo 1992                                | Planica                | Slovenia       | Bloudkova velikanka K120  | LH    | Andreas Felder                                                        | Heinz Kuttin                                                           | Toni Nieminen                                                            |

Legenda:

NH = trampolino normale

LH = trampolino lungo

FH = volo con gli sci

TL = gara a squadre

## Classifiche

### Generale
| Pos. | Nome               | Nazione        | Punti |
| ---- | ------------------ | -------------- | ----- |
| 1    | Toni Nieminen      | Finlandia      | 269   |
| 2    | Werner Rathmayr    | Austria        | 229   |
| 3    | Andreas Felder     | Austria        | 218   |
| 4    | Ernst Vettori      | Austria        | 205   |
| 5    | Stefan Zünd        | Svizzera       | 147   |
| 6    | Mikael Martinsson  | Svezia         | 132   |
| 7    | František Jež      | Cecoslovacchia | 127   |
| 8    | Andreas Goldberger | Austria        | 123   |
| 9    | Noriaki Kasai      | Giappone       | 115   |
| 10   | Martin Höllwarth   | Austria        | 112   |

### Torneo dei quattro trampolini
| Pos. | Nome             | Nazione        | Punti |
| ---- | ---------------- | -------------- | ----- |
| 1    | Toni Nieminen    | Finlandia      | 902   |
| 2    | Martin Höllwarth | Austria        | 833   |
| 3    | Werner Rathmayr  | Austria        | 833   |
| 4    | Franci Petek     | Slovenia       | 818   |
| 5    | František Jež    | Cecoslovacchia | 818   |

### Volo
| Pos. | Nome               | Nazione        | Punti |
| ---- | ------------------ | -------------- | ----- |
| 1    | Werner Rathmayr    | Austria        | 50    |
| 2    | Andreas Goldberger | Austria        | 46    |
| 3    | Andreas Felder     | Austria        | 40    |
| 4    | Tomáš Goder        | Cecoslovacchia | 36    |
| 5    | Mikael Martinsson  | Svezia         | 34    |

### Nazioni
| Pos. | Nazione        | Punti |
| ---- | -------------- | ----- |
| 1    | Austria        | 1193  |
| 2    | Finlandia      | 491   |
| 3    | Cecoslovacchia | 356   |
| 4    | Svizzera       | 269   |
| 5    | Svezia         | 237   |